# NGC 498
NGC 498 este o galaxie lenticulară situată în constelația Peștii. A fost descoperită în 23 octombrie 1856 de către R. J. Mitchell.